# Guillaume Tell
Guillaume Tell és una òpera en quatre actes de Gioachino Rossini segons un llibret francès d'Étienne de Jouy i Hippolyte Bis, basat al seu torn en Wilhelm Tell de Friedrich von Schiller sobre el personatge de Guillem Tell. S'estrenava a l'Opéra de París el 3 d'agost de 1829.
També s'ha interpretat en italià amb el títol Guglielmo Tell. Tanmateix, avui l'òpera s'interpreta rarament en qualsevol llengua, principalment a causa de la seva llargada de quatre hores i mitja de música (cal sumar-hi els entreactes, amb els que arribaria gairebé a les sis), però també per la seva dificultat. L'òpera requereix cantants de facultats molt poderoses, per exemple el paper de tenor conté 28 dos aguts. Es coneix principalment per la seva obertura que sí que s'interpreta sovint.
És la història de Guillem Tell, patriota suís que el segle xiii va guiar els seus conciutadans en contra dels seus dominadors austríacs. La trama argumental es vesteix de molts personatges que configuren una història llarga i complexa.

## Representacions
Després de tants avatars i de no poques contrarietats, Rossini va veure estrenat el seu Guillaume Tell a l'Òpera de París a la Salle Le Peletier el 3 d'agost de 1829. Va ser un gran triomf de l'obra i del tenor Duprez, famós pels seus dos de pit, aquells dos que precisament no satisfeien Rossini, perquè deia que eren propis "per trencar cristalleries". Però després de tres actuacions es van començar a fer retallades i després d'un any ja només es feia en tres actes.
Segons el musicòleg Georges Servières, en les onze primeres representacions, interrompudes al setembre per les vacances dels artistes, la recaptació va anar sempre en augment, la qual cosa prova no només l'expectació natural del primer dia, sinó també el continuat del favor del públic. Servières va escriure que "tots es van sentir en presència d'una obra elevada, forta, d'una concepció vasta i d'una sàvia realització. Le Globe tractà la partitura d'"obra colossal"; més tard, Alexis Jacob Azevedo, en la seva biografia, la qualificà d'"oratori de la naturalesa". La ressenya d'Imbert de Laphalèque va ocupar tres fulletons de la Revue de París. Les apreciacions dels diaris menors, tan sovint mordaços, van confirmar el judici dels diaris més importants."

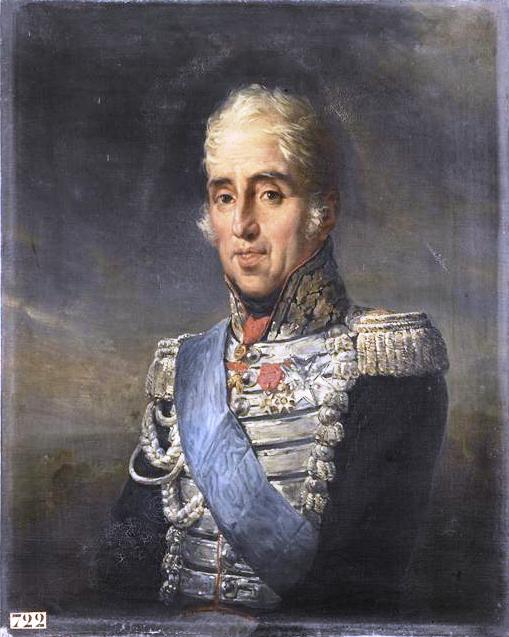
Carles X, rei francès que va rebre Rossini quatre dies després de la representació de Guillaume Tell

Guillaume Tell no era una òpera de tantes, escrita a la lleugera. Semblava assegurar el regnat de Rossini a l'Òpera de París, aquell regnat que tan bé es va apropiar després Meyerbeer. El moment de la seva aparició era oportuníssim, ja que en gairebé tots els teatres de la capital es produïen "Guillaumes" més o menys espuris; l'argument era a gust de tothom i requeria ser consagrat per la música.
La règia voluntat va voler que als quatre dies de l'estrena de l'òpera, Rossini fos nomenat cavaller de la Legió d'Honor; alguns dies després, el mateix Carles X va voler rebre'l en audiència particular.

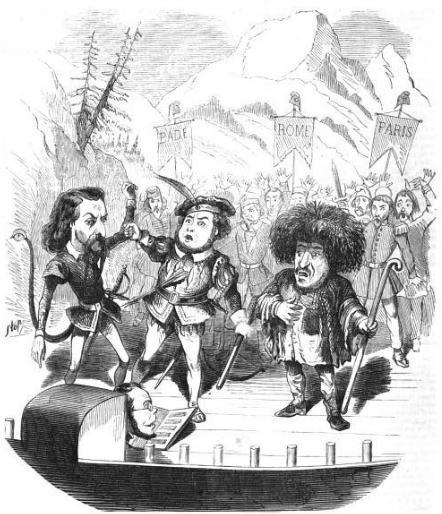
Caricatura de Guillaume Tell en una representació a Ginebra el setembre de 1849

A Barcelona, Guillaume Tell es va representar per primera vegada el 23 de desembre de 1834, en el vell Teatre de la Santa Creu, protagonitzada i a benefici de la soprano italiana Amalia Brambilla Verger. Al Liceu va tenir entrada el 14 de març de 1857, amb disset representacions dins de la mateixa temporada, la qual cosa demostra el favor amb què va ser acollida.

## Argument
Lloc: Suïssa ocupada pels austríacs
Temps: segle xiii

### Acte I
A la vora del llac de Lucerna, a Bürglen al cantó suís d'Uri
L'acció s'obre en una escena idíl·lica, amb els camperols locals ocupats preparant els xalets per a tres parelles recentment casades, canten alhora que treballen (Quel jour serein le ciel présage - Quin dia serè presagia el cel). Guillem Tell roman apartat de l'alegria general, ja està consumit amb ennui, per la contínua opressió de Suïssa (Il chante, et l'Helvétie pleure sa liberté - Ell canta, i Suïssa plora la seva llibertat).
Sonen els esquellots de les vaques, arriba Melchthal, un respectat ancià del cantó. El seu fill Arnold, encara que està en edat de casar-se, no hi participa, i és evident que està incòmode. Tell convida a Melchthal al seu xalet; abans d'anar-hi, Melchthal renya el seu fill per la seva incapacitat per casar-se.
El rebuig del seu pare provoca la desesperació d'Arnold: en el seu recitatiu es descobreix que prèviament ha prestat servei a les tropes austríaques, que ha rescatat Mathilde, una princesa austríaca, d'un allau, i el conflicte entre el seu amor per ella i la seva vergonya en haver servit al «pèrfid poder». Arriba Gesler, el governador austríac. Melchthal beneeix les parelles. Arriba ràpidament un pastor, pàl·lid, tremolant i ferit, Leuthold qui, havent matat un dels soldats de Gesler per defensar la seva filla, està fugint de les forces del governador. Tell porta Leuthold a un bot i remen per aconseguir l'altra riba del llac. Arriben els guàrdies de Gesler, guiats per Rodolphe, qui s'enfada encara més per les oracions dels camperols i la seva evident alegria perquè l'altre ha escapat. Melchthal demana als pagesos que no diguin a Rodolphe qui va ajudar a Leuthold, i els guàrdies el prenen presoner.

### Acte II
En les altures de Rütli, per sobre del llac i els cantons
Una partida de caça, amb dames i cavallers, acompanyats per soldats, senten el so dels pastors que tornen dels turons quan s'apropa la nit. Ells també marxen, però Mathilde es queda perquè ha vist Arnold. Ella, com Arnold, està angoixada per l'amor que sent per qui la va rescatar, i canta (Sombre forêt, désert triste et sauvage - Ombrívol bosc, trist i salvatge desert). Apareix Arnold i es confessen el seu amor mutu en el duo (Oui, vous l'arrachez à mon âme).
Walter diu a Arnold que Gesler ha executat el seu pare Melchthal, llavors Arnold jura venjança (Qu'entends-je? Ô crime! - Què sento? Oh, un crim!). A mesura que els tres homes, Walter, Guillem i Arnold, confirmen el seu objectiu —«la independència o la mort»— senten el so d'algú més que s'acosta. Són els homes del cantó d'Unterwalden, que venen a unir-se a la lluita, i aviat se'ls uneixen els homes del cantó de Schwyz. S'ha completat la reunió, i els homes dels tres cantons afirmen el seu desig de lluitar o morir per la llibertat de Suïssa (Jurons, jurons par nos Dangers - jurem, jurem pels nostres perills).

### Acte III
Escena 1: Una capella en ruïnes/abandonada en els terrenys del palau d'Altdorf
Arnold ha anat a dir a Mathilde que, en lloc d'anar-se'n a la batalla, es queda per venjar el seu pare, i així renuncia tant a la glòria com a Mathilde. Quan li diu que va ser Gesler qui va executar el seu pare, ella denuncia el seu crim, i reconeix la impossibilitat del seu amor (Pour notre amour, plus d'espérance - Se n'ha anat tota esperança per al nostre amor). En sentir els preparatius de la festa que se celebrarà al palau, s'acomiaden (Sur la rive étrangère - En una riba estrangera).
Escena 2: La plaça major d'Altdorf
A la plaça del mercat d'Altdorf, se celebra el 100è aniversari del govern austríac a Suïssa. Gesler ha col·locat el seu barret a la part alta d'un pal i ordena als suïssos que li retin homenatge. Els soldats veuen Tell i el seu fill Jemmy entre la multitud, que rebutgen homenatjar el barret i els arrosseguen al primer pla. Rodolphe el reconeix com l'home que va ajudar a escapar Leuthold, i Gesler ordena que l'arrestin.
Gesler nota l'afecte que Tell sent pel seu fill, i fa que agafin Jemmy. Inspirat, idea posar-lo a prova: Tell ha de llançar una fletxa a una poma posada sobre el cap de Jemmy, i si rebutja fer la prova, tots dos moriran. Tell agafa el seu arc i dues fletxes, encara que amaga una d'elles. Canta una ària angoixada a Jemmy, donant-li instruccions (Sois immobile - Queda't completament immòbil) i els dos se separen. Tell aconsegueix travessar la poma amb la fletxa i donar-li a l'estaca. El poble aclama la seva victòria, i Gesler s'enfada. En notar la segona fletxa, exigeix saber què pretén fer Tell amb ella. Tell confessa el seu desig de matar Gesler amb la segona fletxa, i tots dos, ell i Jemmy són agafats per executar-los.
Mathilde entra i reclama Jemmy en nom de l'emperador, rebutjant permetre que mori un nen (Vous ne l'obtiendrez pas - Tu no el tindràs). Gesler anuncia la seva intenció de dur Tell a l'altra banda del llac de Lucerna, al fortí de Kusnac, i allí llançar-lo als rèptils del llac.

### Acte IV
Escena 1: La casa del vell Melchtal
Arnold està a casa del seu pare. Arriben els futurs confederats, reforçant el seu desig de venjança. Enfortit, Arnold els ensenya el dipòsit d'armes reunit pel seu pare i Tell. Veient els homes armats, Arnold es llança a una de les peces més exigents de l'òpera (Amis, amis, secondez ma vengeance - Amics, amics, ajudeu-me en la meva venjança): resolts, se'n van a alliberar Altdorf i Tell.
Escena 2: La rocosa vora del llac de Lucerna
Hedwige, l'esposa de Tell, volta pel costat del llac, molt preocupada. Entra el seu fill Jemmy, seguit de Mathilde, a qui Hedwige demana ajuda. Llavors arriba Leuthold, dient que el iot que portava Tell, Gesler i els soldats ha estat llançat contra les roques per la tempesta i que ha naufragat -Leuthold creu que a Tell li havien tret les cadenes de la mà, de manera que pogués pilotar amb seguretat el iot.
Tell sobreviu, arriba a la riba. Jemmy lliura al seu pare l'arc amb fletxes. Entren Gesler i els soldats, intentant tornar a capturar Tell, que mata Gesler d'un sol tret al crit de Deixa que Suïssa respiri!. Arriba Arnold i la seva banda, dient que han pres Altdorf. Ell veu Mathilde, que es mostra disposada a lluitar al seu costat per la llibertat.
Els núvols es buiden i brilla el sol en una escena pastoral de salvatge bellesa. Els lluitadors suïssos reunits i les dones canten la magnificència de la natura i el retorn de la llibertat (Tout change et grandit en ces lieux ... Liberté, redescends des cieux - Tot està canviant i s'està engrandint en aquest lloc ... La llibertat, descendeix de nou del cel).

## Enregistraments
- Warner Fonit (Cetra Records) (enregistrament radiofònic del 1952 de la versió italiana amb alguns talls) : Giuseppe Taddei, Mario Filippeschi, Rosanna Carteri, Graziella Sciutti, Giorgio Tozzi, Plinio Clabassi, Fernando Corena; Cor i orquestra de la Rai a Torí; director: Mario Rossi.
- Myto 3 MCD 001.216 (enregistrament radiofònic del 1956 de la versió italiana amb talls): Dietrich Fischer-Dieskau, Gianni Jaia, Giuseppe Modesti, Ivan Jardi, Jolanda Mancini, Giannella Borelli, Antonio Pirino, Sergio Nicolai, Enrico Campi, Anita Cerquetti, Tommaso Soley, Sergio Liliani; Cor i orquestra de la Rai a Milà; director: Mario Rossi.
- Great Opera Performances 715-CD 3 (Enregistrament de 1965, cantada en italià): Giangiacomo Guelfi, Leyla Gencer, Gianni Raimondi, Leyla Bersiani, Annamaria Rota, Enrico Campi, Paolo Washington, Bruno Marangoni, Pietro Bottazzo, Silvano Pagliuca, Mario Guggia; Cor i orquestra del Teatro San Carlo, Nàpols; Director: Fernando Previtali.
- EMI Classics 7 69951 2 (cantada en francès): Gabriel Bacquier, Montserrat Caballé, Nicolai Gedda, Mady Mesplé, Jocelyne Taillon, Louis Hendrikx, Kolos Kovacs, Gwynne Howell, Charles Burles, Nicholas Christou, Ricardo Cassinelli, Leslie Fyson; Ambrosian Opera Chorus; Royal Philharmonic Orchestra; director: Lamberto Gardelli.
- Decca Classics 437 154-2 (cantada en italià): Sherill Milnes, Mirella Freni, Luciano Pavarotti, Della Jones, Elizabeth Connell, Ferruccio Mazzoli, Nicolai Ghiaurov, John Tomlinson Cesar Antonio Suarez, Richard van Allan, Piero de Palma; John Noble; Ambrosian Opera Chorus; National Philharmonic Orchestra; director: Riccardo Chailly.
- Philips 422 391-2: Giorgio Zancanaro, Cheryl Studer, Chris Merritt, Giorgio Surjan, Franco de Grandis, Amelia Felle, Luciana d'Intino, Vittorio Terranova, Alberto Noli, Luigi Roni, Ernesto Gavazzi, Ernesto Panariello; Cor i orquestra del Teatro alla Scala, Milà; director: Riccardo Muti.